# سون العليا (إقليم فرنسي)

موقع اقليم سون العليا

سون العليا (بالفرنسية: Haute-Saône)‏هو إقليم فرنسي تابع لمنطقة برغونية فرانش كونتيه، وسمي على اسم نهر السون.

## التاريخ
تم إنشاء إقليم سون العليا في السنوات الأولى من اندلاع ثورة الفرنسية، من خلال تطبيق القانون بتاريخ 22 ديسمبر 1789، وكان إقليم سون العليا جزء من اقليم سانتر السابق. حدود الإدارة الجديدة للإقليم تتطابق تقريبا مع القوانين الإدارية والقضائية السابقة، والتي كانت موجودة من هام 1333 إلى اندلاع الثورة الفرنسية.

## الاقتصاد
يعد أقليم سون العليا إقليم ريفي بشكل كبير، على الرغم من المنطقة كانت في طليعة المناطق الصناعية في القرن الثامن عشر الميلادي. ولكن الشركات الصناعية تميل إلى أن تكون على نطاق صغير. في عام 2006 تم الإبلاغ عن العمالة حسب القطاع الاقتصادي كما يلي:
- الزراعة: 4919 موظف
- البناء: 4504 موظف
- قطاع الصناعة: 18747 موظف
- قطاع الخدمات: 44865 موظف

## معرض الصور

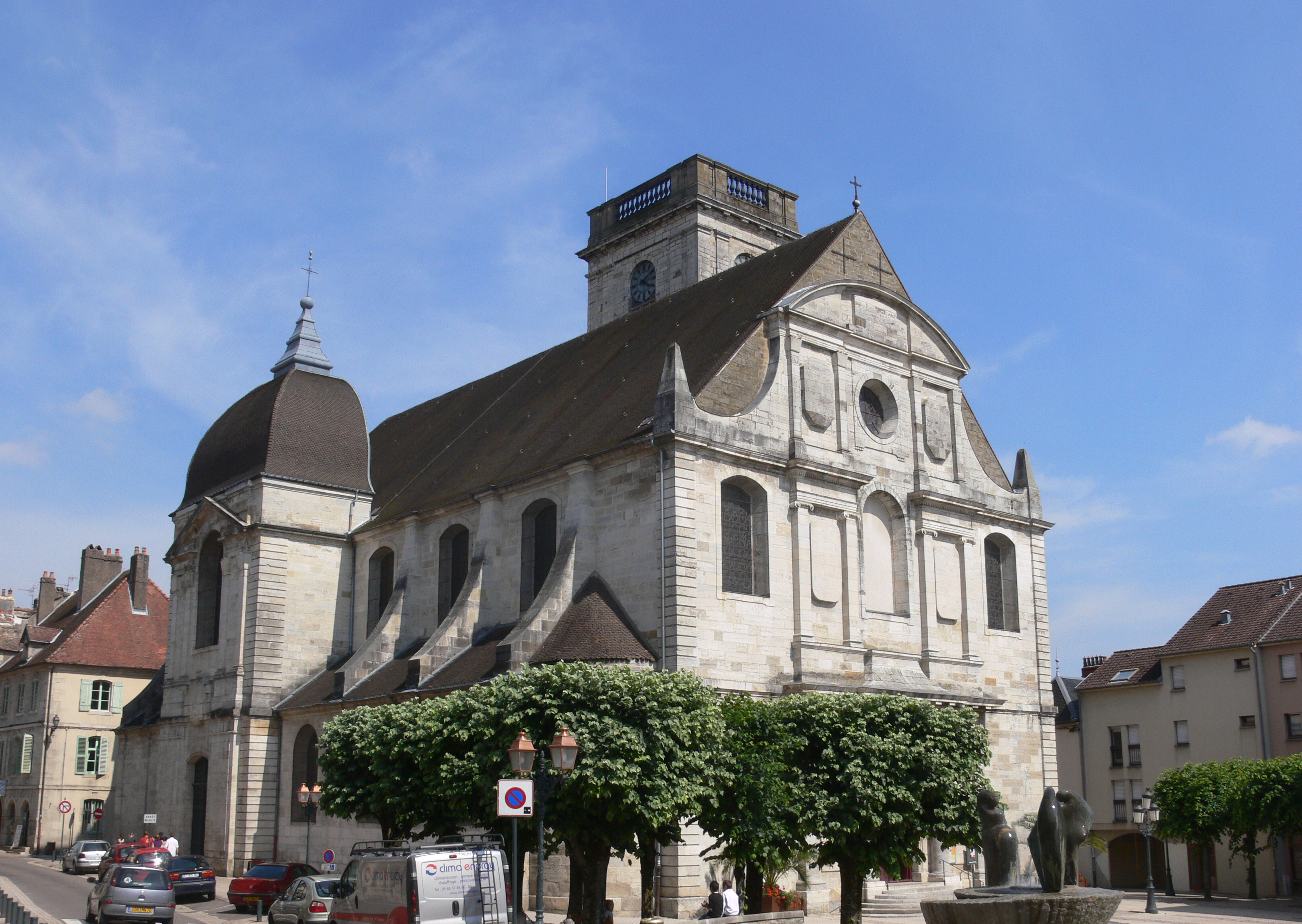
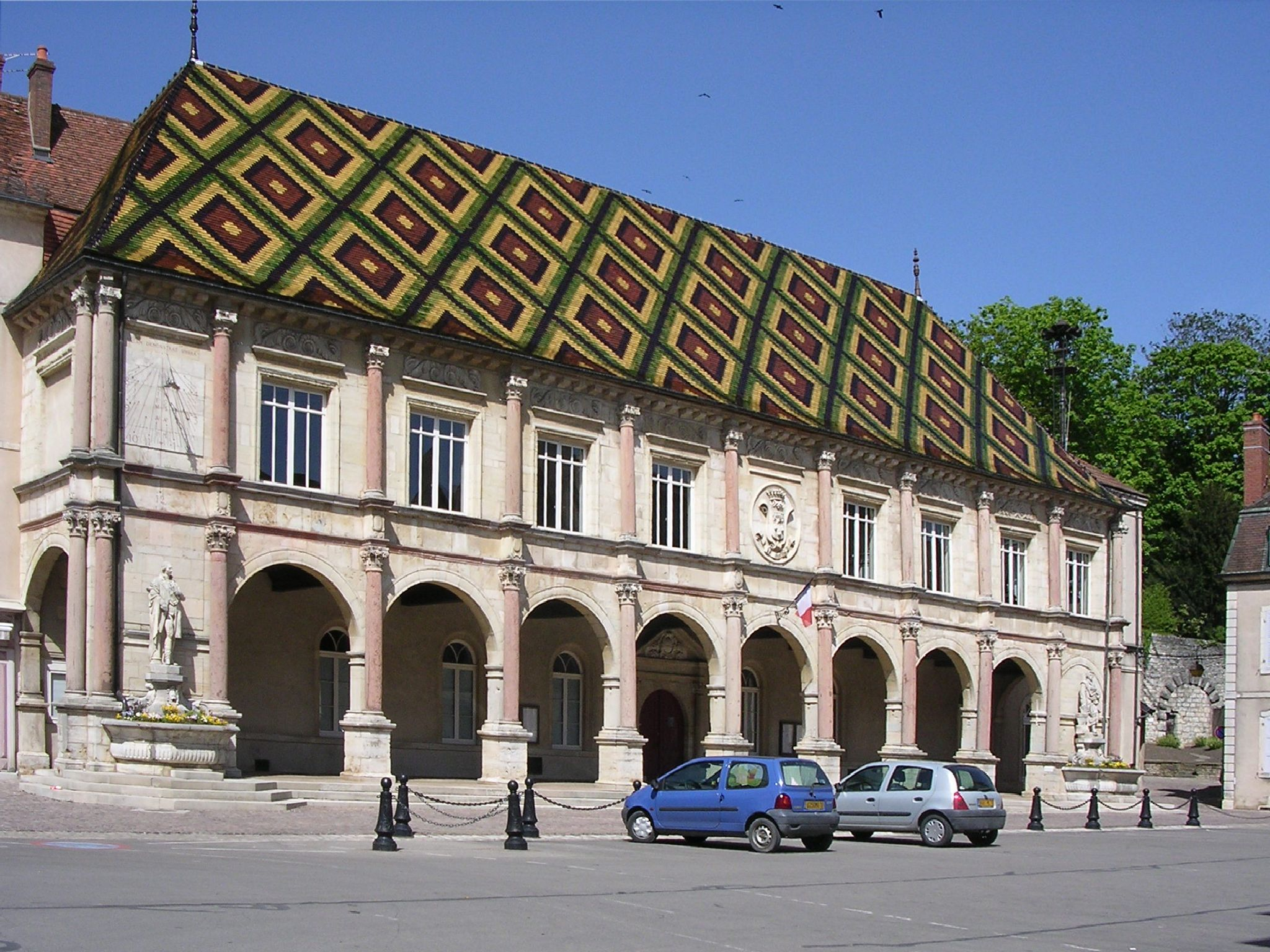
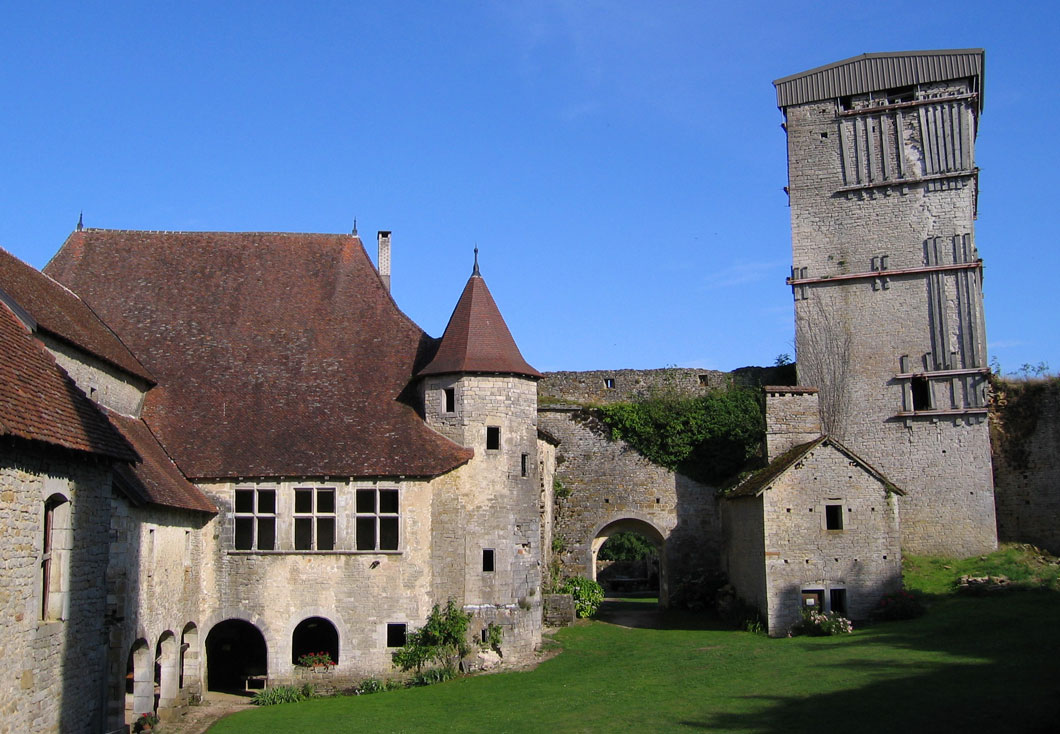
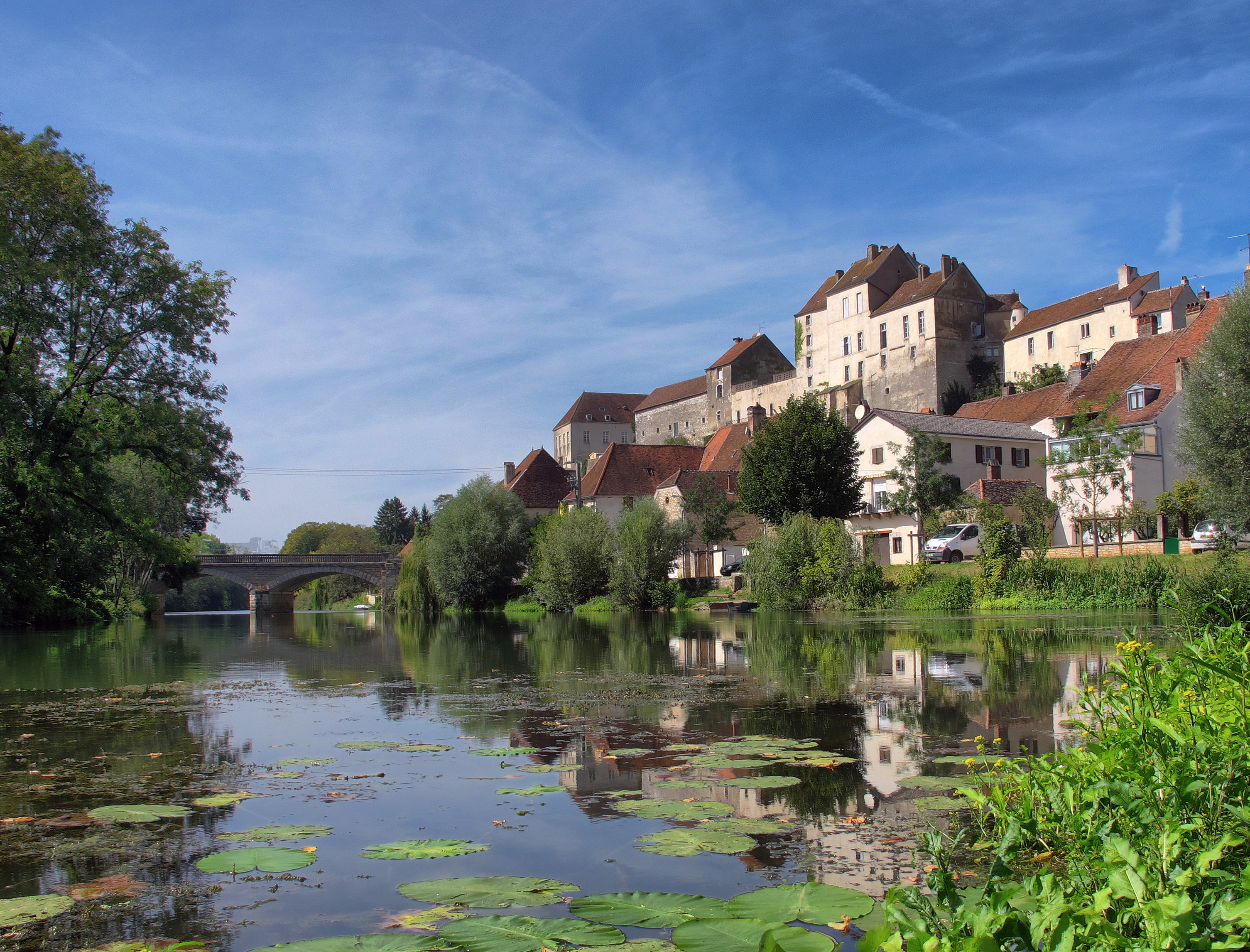

## أعلام
- فريدريك ماكلر
- بيير ماليت

## وصلات خارجية
- موقع إدارة الإقليم الحكومي
- موقع مجلس الإقليم
- موقع الإقليم السياحي